# Naurisvaha
Naurisvaha är en klippa i Finland.   Den ligger i den ekonomiska regionen  Åbo ekonomiska region  och landskapet Egentliga Finland, i den södra delen av landet, 120 km väster om huvudstaden Helsingfors. Naurisvaha ligger 47 meter över havet.
Terrängen runt Naurisvaha är platt. Runt Naurisvaha är det ganska glesbefolkat, med 23 invånare per kvadratkilometer. Närmaste större samhälle är Pemar, 9,5 km norr om Naurisvaha. I omgivningarna runt Naurisvaha växer i huvudsak barrskog.